# Tisuća
Tisuća je prirodni broj koji se u decimalnom sustavu zapisuje kao jedinica s tri nule, 1000. On je treća potencija broja deset,  {\displaystyle 10^{3}}; kocka kojoj je duljina stranice 10 može se sastaviti od 1000 kockica kojima je duljina stranice 1. 